# تپه گورستان گونجیک
تپه گورستان گونجیک مربوط به هزاره اول پیش از میلاد - شاهنشاهی هخامنشی و شاهنشاهی اشکانی - سده‌های میانه دوران‌های تاریخی پس از اسلام است و در شهرستان اهر، بخش مرکزی، دهستان گویجه بیل، ۱ کیلومتری ضلع شرقی روستای گونجیک واقع شده و این اثر در تاریخ ۲۷ اسفند ۱۳۸۶ با شمارهٔ ثبت ۲۲۵۷۶ به‌عنوان یکی از آثار ملی ایران به ثبت رسیده است.